# Универзитет Делавера
Универзитет Делавера (енгл. University of Delaware, лат. Universitas Delavariensis, скраћенице: енгл. UD, UDel, Delaware) је статутарни давањско-земљишни истраживачки универзитет који се налази у Њуарку. Универзитет Делавера нуди четири сарадничка програма, 163 бакалуреатских програма, 136 мастерских програма и 64 докторска програма на својих десет колеџа и школа. Главни кампус је у Њуарку, са сателитским кампусима у Доверу, Вилмингтону, Луису и Џорџтауну. Са 24.221 студента у јесену 2023. године, Универзитет Делавера је највећи универзитет у Делаверу према упису.
Универзитет Делавера је класификован међу „Р1: Докторски универзитети – Веома висока истраживачка активност“. Према Националној научној фондацији, Универзитет Делавера је потрошио 186 милиона долара на истраживање и развој у 2018. години, што га је сврстало на 119. место у земљи.  Препознат је са класификацијом ангажовања заједнице од стране Карнеги фондације за унапређење наставе.
Студенти, алумни и спортски тимови Универзитет Делавера познати су као „Фајтин блу хенс“, чешће скраћено на „Блу хенс“, а школске боје су делаварска плава и златна. Универзитет Делавера спонзорише 21 мушких и женских Национална асоцијација студентског спорта Дивизија I спортских тимова и такмичи се у Обалској атлетској асоцијацији.

## Историја

### Ране године: Академија Њуарка
Универзитет Делавера води своје порекло од 1743. године, када је презбитеријански министар Френсис Алисон отворио „Слободну школу“ (енгл. Free School) у свом дому у Њу Лондону. Током раних година, школа је вођена под покровитељством Филаделфијског синода Презбитеријанске цркве. Школа је више пута мењала назив и локацију. Преселила се у Њуарк до 1765. и добила је повељу од колонијалне владе Пенсилваније као Академија Њуарка (енгл. Newark Academy) 1769. године. 1781. године, повереници академије су поднели петицију Генералној скупштини Делавера да академији додели овлашћења колеџа, али ништа није предузето по том захтеву.

### Трансформација у Делаверском колеџу
Године 1818. законодавно тело Делавера овластило је поверенике Академије у Њуарк да воде лутрију како би прикупили средства за оснивање колеџа. Почетак лутрије је, међутим, одложен до 1825. године, великим делом зато што су се неки повереници, од којих су неколико били презбитеријански министри, противили умешаности у лутрију из моралних разлога.
Године 1832. академски повереници су изабрали локацију за колеџ и склопили уговор о подизању зграде колеџа. Изградња те зграде (сада се зове Стари колеџ) почела је крајем 1832. или 1833. године. У јануару 1833., повереници академије су поднели петицију законодавном телу Делавера да инкорпорира колеџ, а 5. фебруара 1833. законодавна власт је инкорпорирала Њуарк колеџ, која је била задужена за подучавање језика, уметности и науке и дала је овлашћење да додељује дипломе. Сви повереници академије постали су повереници колеџа, а колеџ је апсорбовао академију, при чему је Њуарк академија постала припремно одељење Њуарк колеџа.
Њуарк колеџ је почео са радом 8. маја 1834, са факултетским одељењем и академским одељењем, од којих су оба била смештена у Старом колеџу. У јануару 1835, законодавна власт Делавера усвојила је закон којим се посебно овлашћује повереницима Академије Њуарка да обуставе рад. Међутим, ако би колеџ икада престао да има академско одељење, од повереника академије се захтевало да академију оживе.
Године 1841. и 1842. изграђене су посебне зграде учионица и студентских домова за подучавање и смештај студената академског одељења. Ове зграде ће касније формирати источно и западно крило зграде Академије Њуарка која се налази у улици Мејн и Академи.
Године 1843. назив колеџа је промењен у Делаверски колеџ (енгл. Delaware College).
Колеџ је био подржан од стране државне лутрије до 1845. До касних 1840-их, са губитком прихода од лутрије, колеџ се суочио са озбиљним финансијским проблемима. Усвојен је програм стипендирања ради повећања уписа и прихода. Иако је упис порастао на нивое који неће бити превазиђени све до 1900-их (1854. било је 118 студената), план је био фискално неисправан. Након што је студентски сукоб 1858. године довео до смрти студента, колеџ је обуставио рад 1859. године, иако је академија наставила са радом.